# Miloševičit
Miloševičit  je redek aluminijev sulfatni mineral s kemijsko formulo Al2(SO4)3. Aluminij je pogosto zamenjan z železom. Mineral tvori fine kristale, pogosto tudi porozne mase. 
Mineral so prvič odkrili in opisali leta 1913 v jami Grotta dell'Allume na otoku Vulcano v Eolskem otočju. Imenovali so ga po italijanskem mineralogu Federicu Millosevichu (1875–1942) z Univerze v Rimu.
Njegova nahajališča so predvsem goreče deponije premoga, kjer je eden od glavnih mineralov v nastali sulfatni skorji. Pojavlja se tudi v vulkanskih okoljih, na primer v vulkanskih sulfatarah. Spremljajoči minerali so samorodno žveplo, salmiak, letovicit, alunogen in busingoltit.